# 리나테 공항 참사
리나테 공항 참사에 관한 문서이다.

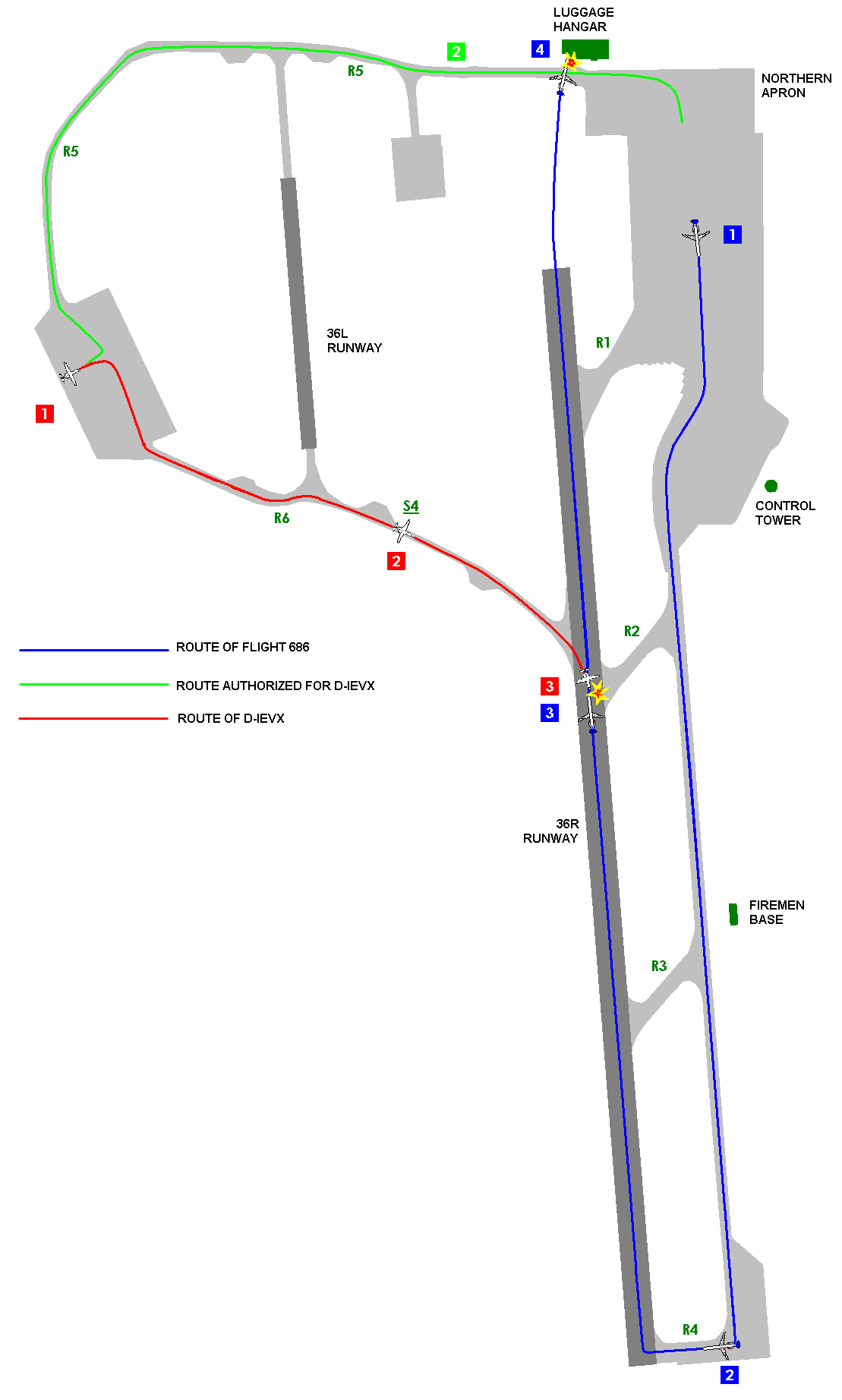
리나테 공항 지도 파란색 선은 MD-87의 경로를 표시한다. 녹색 선은 세스나의 의도된 경로를 표시하고 빨간색 선은 실제 경로를 나타낸다.

2001년 10월 8일 이탈리아 밀라노의 리나테 공항에서 110명을 태워 덴마크 코펜하겐으로 향하던 맥도넬 더글러스 MD-87 여객기 스칸디나비아 항공 686편이 4명을 태운 프랑스 파리행 세스나 사이테이션 CJ2: 1  비즈니스 제트기와 이륙 중 충돌했다. 두 항공기에 타고 있던 114명 전원이 사망했고, 지상에 있던 4명이 사망했다.
후속 조사에서는 충돌이 공항의 여러 가지 부적합하고 부적합한 안전 시스템, 표준 및 절차로 인해 발생한 것으로 확인되었다. 이 사고는 이탈리아 항공 역사상 가장 치명적인 사고로 남아 있다.

## 같이 보기
- 테네리페 공항 참사